# В ім'я Тиси
В ім'я Тиси (угор. A Tisza nevében) — угорський документальний фільм, знятий режисером Димитрієм Лящуком, присвячений екологічним проблемам річки Тиса. Прем'єра фільму відбулася 2021 року. Дмитро Ляшук також є сценаристом, оператором та монтажером фільму.

## Сюжет
Кінорежисер з Будапешта Димитрій Лящук, який має українське коріння, пройшов шлях від витоку річки Тиса в Закарпатській області до Георгіївського гирла на дельті Дунаю в Румунії, у місці, де Дунай впадає в Чорне море, відзнявши забруднення природного середовища в різних країнах.
Найбільша частина фільму відведена проблемам в Україні, зокрема Закарпаттю, де однією з причин забруднень є відсутність централізованої системи вивезення відходів із сіл. Фільм показує закарпатських угорців та українців, які спільно борються із забрудненням довкілля.
Одним із героїв фільму став Віктор Бучинський, який організував підприємство із роздільного збору сміття у Берегові. Іншим героєм став Бела Франц, який вивозить сміття з сіл у своєму УАЗі, та потім намагається вручну його сортувати на маленькому майданчику. У фільмі було показано величезне звалище відходів біля Рахова за кілька метрів від Тиси та нефункціонуючий сміттєпереробний завод у селі Яноші.
Ближче до фіналу Димитрій Лящук звертається до Президента України Володимира Зеленського з проханням сприяти боротьбі зі звалищами вздовж річки Тиса.

## Фільмування

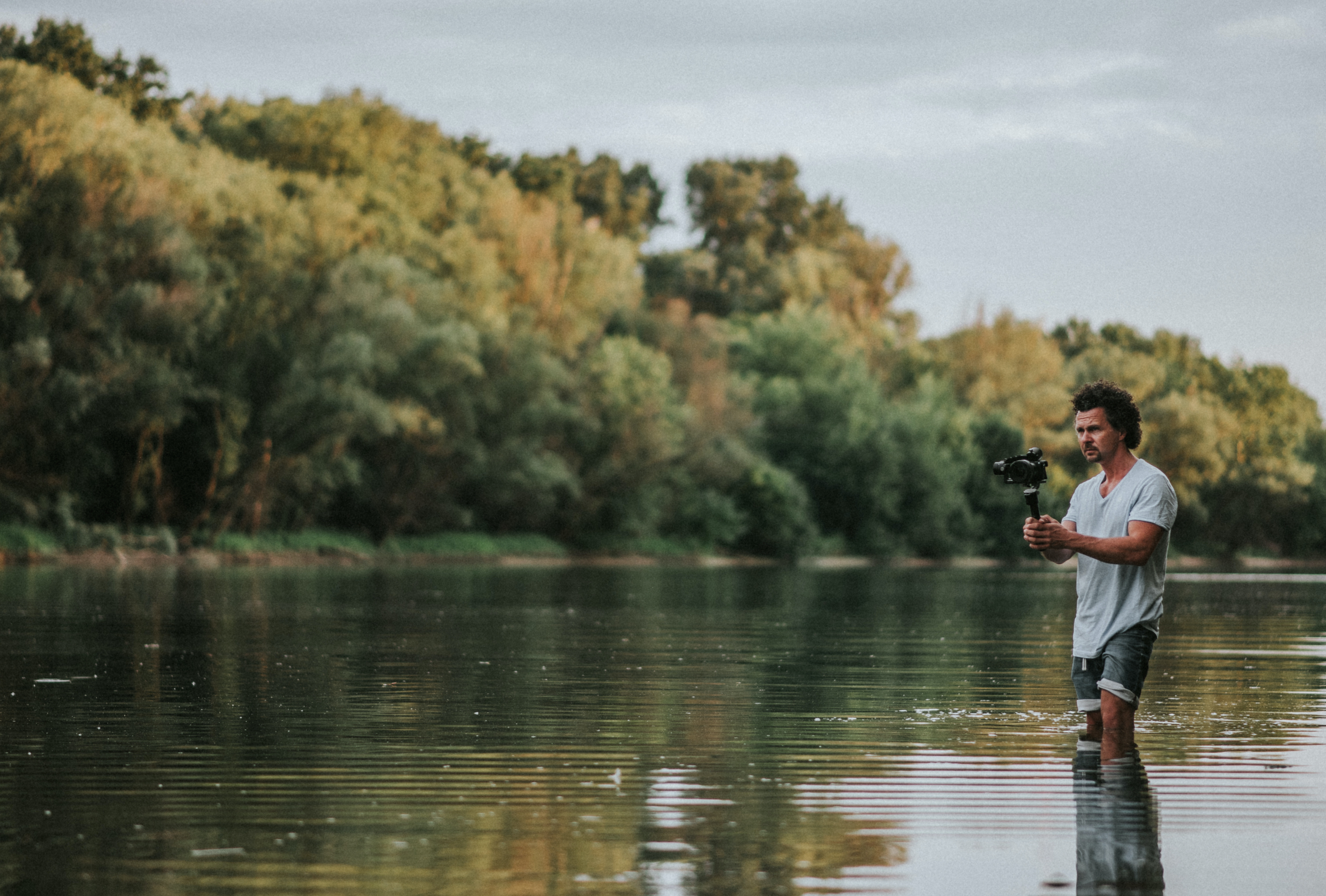
Димитрій Лящук під час зйомок на Тисі

Фільм знято за власні кошти Димитрія Лящука в жанрі гонзо-журналістики зі зйомками об'єктів з дрону. У фільмі режисер особисто супроводжує героїв, поринаючи в їхнє повсякденне життя. Зйомки фільму стартували в лютому 2020 року і проводилися в Україні, Угорщині, Сербії та Румунії.

## В ролях
- Віктор Бучинський — екоактивіст із Закарпаття
- Франц Бела — екоактивіст із Закарпаття
- Світлана Джунжик — екоактивістка із Закарпаття
- Євген Леськів — забудовник та засновник компанії KBD.estate.
- Унку Думитру — рибак з Румунії
- Чипріан Сафка - гід з Румунії
- Марія Кеслер — вчителька із Закарпаття
- Олег Супруненко — журналіст із Закарпаття
- Дьордь Ісак — інженер із Закарпаття
- Габор Сабо — пенсіонер із Закарпаття

## Режисерська мета фільму[5]
1. Збереження Тиси – через послання фільму.
2. Представити особисті історії: Представити думки, дії, боротьбу та почуття двох головних та всіх інших героїв з людської сторони, і таким чином наблизити історію до сердця глядача, адже особисті історії завжди мають більший вплив.
3. Руйнування стереотипів: донести до угорського населення те, що саме є джерелом проблеми і таким чином зруйнувати стереотип пов’язаний з Закарпаттям.
4. Локальна відповідальність: донести до закарпатців, як впливає ця проблема на Тису та на інші країни, і що вони можуть зробити задля її вирішення.
5. Спільні проблеми – спільні рішення: Це проблема не лише України або Угорщини а всього Карпатського басейну. Сміття не зупиняється на кордонах, а пливе далі разом з нашим. З позитивним підходом до складної проблеми я хочу досягти, щоб партнери по переговорам наблизилися до цієї теми, а не віддалялися від неї.
6. Послання президенту: Цю проблему ми не можемо вирішити без серйозної підтримки держави, без втручення та авжеж її бажання. Роботу волонтерів, населення та громадських організацій держава здатна підняти та дати їм серйозний поштовх. Очищення річки завжди потрібно починати від її джерела. Джерело Тиси знаходиться в Україні. Саме тому я звертаюся до президента України, підкреслюючи таким чином вагомість даної справи.
7. Виховання: навіть одна людина здатна зробити щось заради вирішення проблеми, а багато маленьких кроків будуть значним просуванням вперед. Але що ж вона має зробити? (виховна мета для кожного глядача)
8. Посилення любові до природи: Посилити любов закарпатців (та звісно кожного глядача) до Тиси та до природи, адже моє переконання полягає в тому, що таким чином вони будуть свідоміше діяти задля збереження довкілля.
9. Географія: Багато людей знають зі свого оточення лише стільки, скільки знаходиться у їх безпосередній близості. Своїм фільмом я хочу досягти, аби глядачі бідьше дізналися про Тису та про водні ресурси Карпатського басейну.
10. Завод ЛЕГО: Допомогти учням Ясінянської школи потрапити на завод LEGO в Ньїредьгазі.

## Реакція
Голова Закарпатської ОДА Анатолій Полосков заявив, що «деякі тези [фільму] не відповідають дійсності», порадив режисеру в майбутньому спілкуватися з представниками влади, а також зняти новий фільм з об'єктивною інформацією.